# Uroplata ogloblini
Uroplata ogloblini is een keversoort uit de familie bladkevers (Chrysomelidae). De wetenschappelijke naam van de soort werd in 1947 gepubliceerd door Francisco de Asis Monrós & Viana.